# Schmalwieser (Familienname)
Schmalwieser ist ein seltener oberösterreichischer Familienname.

## Herkunft
Der Name Schmalwieser bezeichnete die Besitzer der Hub zu Smalwiesen (Pennewang, Oberösterreich). Der Name Schmalwieser wurde erstmals am Sankt Lucien-Tag (13. Dez.) 1383 in einer Verleihungsurkunde erwähnt. In dieser verleiht Ulrich, Abt von Lambach, des echte Erbrecht an der Hub zu Weilspach (in Pennewang) dem Hainreichen (= Heinrich) Smalwiser, Sohn des Niklas Smalwiser. Die Huben zu Smalwiesen und zu Weisbach werden 1494 urkundlich in einer Verleihungsurkunde zur Regelung des großen und kleinen Zehents durch König Maximilian erwähnt. 
Hans Schmalwieser und seine Frau Rosina (geb. Muggenberger) waren um 1630 die letzten Schmalwieser zu Schmalwiesen. Danach ging der Besitz des Gutes an Simon und Katharina Zobl über. Der Hausname Schmalwieser ist für diesen Hof auch heute noch in Verwendung.

## Häufigkeit
Der Familienname zählt zu den seltensten im deutschsprachigen Raum, da alle Namensträger von den Besitzern dieses Gutes abstammen. Derzeit leben etwa 50 Familien in Österreich und Deutschland die diesen Namen tragen. Der eher selten verwendete Flurname Schmalwiese(n) hat sonst keine Anwendung als Familienname gefunden.  

## Varianten
Bis in das 19. Jahrhundert fanden sich in den Kirchbüchern Varianten wie Schmallwiser Schmalwiser, Schmalwisser, Schmahlwiser, Schmalwüsser, aber auch Schreibfehler wie Schmalzwieser oder Schmalweiser kamen und kommen vor. Heute kommt (mit Ausnahme von Schreibfehlern) keine dieser Varianten mehr vor.